# 第19軍団 (ウクライナ陸軍)
第19軍団（だい19ぐんだん、ウクライナ語: 19-й армійський корпус）は、ウクライナ陸軍の軍団。南部作戦管区隷下。

## 歴史

### ロシアのウクライナ侵攻
2025年2月、ロシアのウクライナ侵攻の影響に伴い、ウクライナ軍は旅団の上級単位が従来の作戦管区に加え、作戦戦略集団（OSUV）、作戦戦術集団（OTU）、戦術集団（OG）、軍団など雑多になり指揮統制に混乱が生じていたため、軍団制に一本化されると発表された。
2025年4月、ウクライナ軍の軍団制移行に伴い創設され、第57独立自動車化歩兵旅団のオレクサンドル・バクリン旅団長が軍団長に就任し、第57旅団の所属していた南部作戦管区に配属された。従来の軍団は陸軍司令部直属だったため、軍団制移行後も作戦管区の存続が確認された。

## 編成中
- 軍団司令部[1]